# 羽纹蝴蝶鱼
羽纹蝴蝶鱼（学名：Chaetodon strigangulus）为蝴蝶鱼科蝴蝶鱼属的鱼类。分布于红海、非洲东岸至太平洋中部、西部、台湾岛以及西沙群岛、南沙群岛、澎湖列岛等，一般栖息于珊瑚礁盘中。